# Adam Johnson (escritor)
Adam Johnson (Dakota del Sur, Estados Unidos; 12 de julio de 1967) es un escritor estadounidense. Ganó el Premio Pulitzer en 2013 por su novela El huérfano y el Premio Nacional del Libro en 2015 por su colección de cuentos Fortune Smiles. Es profesor en la Universidad de Stanford.

## Biografía

### Juventud y formación académica
Aunque nacido en Dakota del Sur, creció en Arizona. En 1992 se licenció en Periodismo con un Bachelor of Arts por la Universidad Estatal de Arizona. En 1996 se graduó con un Master of Fine Arts en Escritura Creativa por la McNeese State University y en 2000 se doctoró en Lengua Inglesa por la Universidad Estatal de Florida.
Posteriormente ha trabajado como profesor asociado en el Departamento de Inglés de la Universidad Stanford.

### Carrera literaria
Johnson ha escrito relatos cortos para publicaciones como Esquire, Harper's, Playboy, Paris Review, The New York Times o Tin House. En 2002 publicó su primer recopilatorio, Emporium. Su primera novela, Parasites Like Us, publicada un año más tarde, ganó el California Book Award.
En 2012 publicó The Orphan Master's Son (traducida al español como El huérfano), una novela ambientada en Corea del Norte que fue ganadora del Premio Pulitzer de ficción y finalista del Premio del Círculo de Críticos Nacional del Libro. En 2015 publicó su segundo recopilatorio de cuentos, Fortune Smiles (publicada en español con el título George Orwell fue amigo mío), que recibió el Premio Nacional del Libro en la categoría de ficción.

## Obras

### Novela
- Parasites Like Us (2003)
- The Orphan Master's Son (El huérfano, 2012)

### Relatos
- Emporium (2002)
- Fortune Smiles (George Orwell fue amigo mío, 2015)